# Академ
Ака́дем (грец. Akadēmos, Ακάδημος) — афінський герой, що показав Касторові й Полідевкові, де переховується їхня сестра Єлена, яку викрав Тесей. В історичний час за міським муром Афін була могила Академа, оточена священним гаєм, що за ім'ям героя дістав назву «Академія». У IV ст. до н. е. в цьому гаї читав лекції Платон, тому заснована ним школа стала зватися Академією.
Тепер слово «академія» вживається для позначення наукових, навчальних та мистецьких закладів (Академія наук, Академія мистецтв, Військова академія).